# Rudoltice
Rudoltice település Csehországban, az Ústí nad Orlicí-i járásban. Rudoltice Rybník, Damníkov, Lanškroun, Ostrov, Luková és Česká Třebová településekkel határos. Lakosainak száma 1975 fő (2024. január 1.).

## Népesség
A település lakosságának változását az alábbi diagram mutatja:
| Lakosok száma | 1244 | 1084 | 1086 | 763  | 914  | 1728 | 1849 | 1915 | 1846 | 1975 |
|               | 1869 | 1900 | 1921 | 1961 | 1980 | 2011 | 2016 | 2019 | 2021 | 2024 |